# Natália Nami
Natália Corrêa Nami (Barra do Piraí, 1972) é uma escritora e tradutora brasileira.

## Biorafia
Estreou com o livro de contos O pudim de Albertina, de 2008.
Natália Nami é autora dos romances O contorno do sol (Rocco) : “um dos bons romances do ano” (José Castello, O Estado de São Paulo); “uma pequena obra-prima” (A. Conforte, Almádena); “um belo romance” (Flávio Carneiro, Rocco), e A menina de véu (Rocco) , descrito pelo escritor Godofredo de Oliveira Neto como “algo raro na nossa literatura contemporânea”. A menina de véu foi indicado a dois dos mais importantes prêmios literários em língua portuguesa: o Prêmio São Paulo de Literatura e o Prémio Literário José Saramago. Natália Nami nasceu e mora em Barra do Piraí, Vale do Café sul-fluminense.

## Obras
- 2008 - O pudim de Albertina (contos) - 7Letras [6]
- 2009 - O contorno do sol (romance) - Rocco [4]
- 2014 - A menina de véu (romance) - Rocco [5]